# Steven Harwell
Steven Scott Harwell (Santa Clara, California; 9 de enero de 1967-Boise, Idaho; 4 de septiembre de 2023) fue un músico estadounidense, conocido por ser el vocalista de la banda Smash Mouth desde su formación en 1994 hasta su retiro en 2021.

## Carrera
Harwell formó la banda de rock Smash Mouth en 1994, junto con Greg Camp, Kevin Coleman, y Paul De Lisle. Previamente formaba parte de un grupo de rap llamado F.O.S. Harwell destacó por su aparición en la sexta temporada del programa de VH1, Surreal Life, y ha aparecido en muchos otros programas de televisión y radio, también actuó en la película Ratas a la Carrera compartiendo pantalla con actores de la talla de Whoopi Goldberg, Cuba Gooding Jr., Rowan Atkinson y John Cleese.
Harwell recibió las influencias musicales de artistas como Van Halen, The Waterboys, y Elvis Presley. Algunas de las canciones más populares de Smash Mouth son All Star, I'm a Believer, cover de The Monkees (ambas canciones fueron usadas para la banda sonora de la película Shrek), y Walkin' on the Sun.

## Vida personal
El 26 de enero de 2001, Harwell y su esposa Michelle se convirtieron en padres de un niño llamado Presley Scott Harwell, nombrado así en honor del cantante Elvis Presley. Sin embargo, en julio de ese año, el pequeño murió debido a complicaciones de una leucemia linfoide aguda que padecía con solo 6 meses de edad. Consecuentemente, Harwell creó una fundación médica para la investigación de la enfermedad bajo el nombre de Presley.
A lo largo de su vida, Harwell lidió con problemas de alcoholismo, que fueron magnificados por la muerte de su hijo. En ocasiones llegó a actuar estando claramente borracho. En 2013 se le diagnosticó una miocardiopatía y una encefalopatía de Wernicke, lo cual puede afectar al habla y a la memoria. Fue hospitalizado en 2017 por la miocardiopatía, lo que llevó a la cancelación de una actuación. Se retiró de los escenarios en 2021 debido a que sus problemas de salud le afectaban para actuar.
El 3 de septiembre de 2023, un representante de Harwell anunció que él estaba en cuidados paliativos debido a la fase final de cirrosis hepática, y que tenía «pocos días de vida». Harwell murió al día siguiente en su hogar en Boise, estado de Idaho, EE. UU., a los 56 años.